# Woelwijk
Woelwijk was een veenborg in Kleinemeer onder Sappemeer in de huidige gemeente Midden-Groningen in de Nederlandse provincie Groningen. De veenborg stond ten zuiden van het Kleinemeersterdiep en ten westen van het Borgercompagniesterdiep tegenover de nog bestaande veenborg Welgelegen. Iets meer naar het westen lag de veenborg Vosholen. Op de plek van het terrein ligt nu de instelling voor verstandelijk gehandicapten Nieuw Woelwijck.

## Gebouwen en tuinaanleg
De veenborg bestond uit een onderkelderd gebouw van twee verdiepingen met een schilddak en een in het midden geplaatste topgevel. De in het midden geplaatste en via een bordes toegankelijke ingang werd aan elke zijde geflankeerd door twee vensters met nog eens vijf symmetrisch geplaatste vensters in de bovenverdieping. Op het dak bevonden zich aan weerszijden van de topgevel een dakkapel en een schoorsteen op de hoeken. Als zodanig was het een weinig opvallend gebouw voor die tijd, waarvan er wel meer werden gebouwd in de provincie.
Rondom het huis bevond zich een Franse tuin in de stijl van le Nôtre. Een brede oprijlaan geflankeerd door linden leidde vanaf de Borgercompagniestervaart naar het grote binnenplein waar het huis en de oranjerie er schuin voor. Ten westen van het huis bevonden zich verschillende door taxushagen omzoomde en met tuinbeelden versierde bloemperken en een rosarium. Ten noordwesten lag een omgrachte via boogbruggetjes bereikbare kersenhof met zonnewijzer en een fontein. Aan de weg naar Kleinemeer stond het schathuis annex koetshuis met rondom een aantal moestuinen. Aan weerszijden van de oprijlaan lag een eikenbos en het zuidelijke deel bestond uit een grote boomgaard, die door een brede vijver van de rest van het terrein werd gescheiden. Rondom het terrein lag een dubbele boomsingel en een gracht. Op een apart perceel ten westen van het terrein stond de hovenierswoning.
Bij het terrein hoorden 33 grazen, 18 roeden en 10 voeten land.

## Geschiedenis
De borg werd ergens begin 18e eeuw gebouwd als zomerhuis door de stad-Groninger raadsheer Jacob Appius, die een kleinzoon was van Jacob Haijckens, een van de compagnons van de Borger Compagnie, die het naar hen vernoemde gebied rond Borgercompagnie verveenden en in 1655 verdeelden. Appius had in 1701 de aangrenzende hofstede van Haijckens compagnon Willem Titsing gekocht en kreeg in 1709 als enige erfgenaam van Appius ook deze hofstede, waarop hij rond 1714 het huis liet bouwen en het landgoed liet aanleggen. Tussentijds maakte hij snel carrière. In 1715 was hij een van de burgemeesters van Groningen. Hij overleed echter reeds in 1717, waarna zijn vrouw in 1722 het goed voor 5200 carolusgulden verkocht aan kolonel Gerhard Sichterman, die tevens gouverneur van de vestingstad Grave was en getrouwd was met Lowijse Christina Trip (van de Warffumborg). Op de kaart van 1721 is te zien dat alle elementen die op de latere plattegrond van de veenborg uit 1760 staan toen ook al aanwezig waren. Ook zichtbaar op deze kaart is het oude compagnonshuis van de Borger Compagnie dat tussen Woelwijk en Welgelegen in stond op de kruising van het Kleinemeersterdiep met het Borgercompagniesterdiep. Dit gebouw moet ergens later die eeuw gesloopt zijn, aangezien deze niet meer op de plattegrond voorkomt. Sichtermans' dochter Elizabeth Sichterman en haar man Andreas Conring gebruikten het huis. Later ging het huis over op zijn schoonzoon Harmen Wolthers die met zijn dochter Louise Christina Conring getrouwd was. Hij liet in 1760 de plattegrond van het landgoed maken. Slechts twee jaar later verkocht hij het landgoed voor 8000 carolusgulden aan kapitein Hermannus Hensuma en zijn vrouw. Zij verkochten het al in 1765 weer voor 7500 carolusgulden aan Willem Winthorn en zijn vrouw en deze verkochten het uiteindelijk in 1768 aan overbuurman Cornelis Star Lichtenvoort van de veenborg Welgelegen. Deze liet het huis vervolgens waarschijnlijk kort daarna afbreken gezien de vele verkopen uit het huis dat jaar. Vermoed wordt dat deze de stenen van het huis heeft gebruikt voor een grootschalige verbouwing van Welgelegen.
Het bijbehorende schathuis werd later verbouwd tot 4 woningen. Nadat het gebouw steeds bouwvalliger werd en nog een tijd als opslag gebruikt was, werd het schathuis in 1976 afgebroken bij de aanleg van Nieuw Woelwijck. De hovenierswoning is vermoedelijk in de jaren 1960 gesloopt.

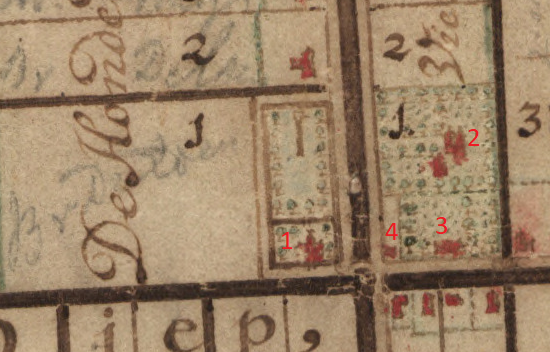
Fragment van een kaart van Tideman uit 1721 met links Welgelegen (1) en rechts Woelwijk met oranjerie (2) en schathuis (3) en tussen beide veenborgen het oude Compagniehuis (4). Het noorden is onder.
Plattegrond van Woelwijk uit 1760 gemaakt in opdracht van eigenaar Harmen Wolthers. Het compagniehuis is hier verdwenen. Het noorden is links.
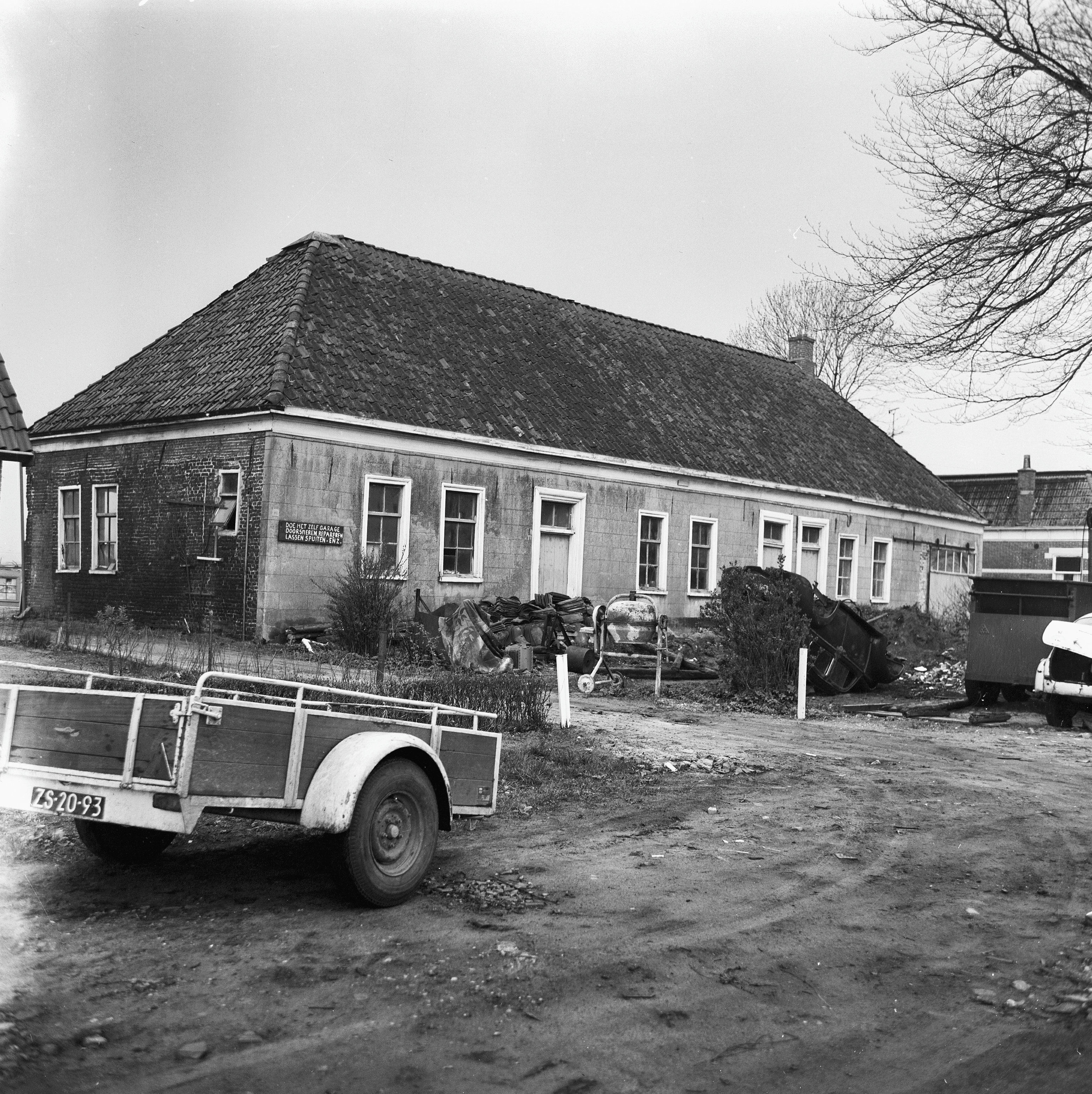
Het voormalige schathuis in 1969, enkele jaren voor de sloop in 1976